# جایزه بزرگ ژاپن
جایزه بزرگ ژاپن یکی از مسابقات قهرمانی جهان فرمول یک است. از نظر تاریخی، ژاپن میزبان یکی از مسابقات آخر فصل بوده و چندین بار، قهرمان در این مسابقه تعیین شده‌است. در گذشته ژاپن تنها کشور آسیایی میزبان فرمول یک بود تا این که در سال ۱۹۹۹ مالزی نیز به تقویم مسابقات افزوده شد.
دو دورهٔ نخست جایزه بزرگ ژاپن در سال‌های ۱۹۷۶ و ۱۹۷۷ در پیست فوجی برگزار شد. سپس مدتی از تقویم مسابقات حذف شد و در سال ۱۹۸۷ جایزه بزرگ در پیست سوزوکا به ژاپن بازگشت. بیست سال پیاپی مسابقه در این پیست برگزار شد و یکی از چالش‌برانگیزترین مسابقات فصل بود. در سال‌های ۱۹۹۴ و ۱۹۹۵ ژاپن در پیست تی‌آی میزبان جایزه بزرگ پاسیفیک بود و به این ترتیب، ژاپن جزء هفت کشوری شد که دو جایزه بزرگ را در یک فصل برگزار کرده‌است. (کشورهای دیگر این فهرست شامل بریتانیا، فرانسه، اسپانیا، آلمان، ایتالیا و ایالات متحده هستند) در فصل ۲۰۰۷ مسابقه به پیست فوجی که به تازگی بازطراحی شده‌بود، بازگشت. پس از دو مسابقه، دوباره جایزه بزرگ به پیست سوزوکا منتقل شد. طبق توافقی که میان تویوتا و هوندا به عنوان مالکان دو پیست منعقد شده‌بود، قرار بود جایزه بزرگ ژاپن به تناوب در هر پیست برگزار شود؛ ولی در ژوئیه ۲۰۰۹ تویوتا اعلام کرد در سال ۲۰۱۰ میزبانی مسابقه را در پیست فوجی به عهده نخواهد داشت. در نتیجه جایزه بزرگ ژاپن در سوزوکا ماند و از آن زمان، هر ساله در این پیست برگزار می‌شود.

## تاریخچه

### سرآغاز
نخستین دورهٔ جایزه بزرگ ژاپن به عنوان مسابقهٔ خودروهای ورزشی در مهٔ ۱۹۶۳ در پیست سوزوکا در جنوب غربی ناگویا برگزار شد. در سال ۱۹۶۴ نیز سوزوکا میزبان مسابقه بود. در هشت سال بعدی، این مسابقه به پیست فوجی در غرب یوکوهاما منتقل شد. یکی از پیچ‌های این پیست دارای دیواره بود و صحنهٔ چند تصادف مرگبار بود.

### فرمول یک

#### پیست فوجی
نخستین جایزه بزرگ ژاپن از مجموعه رقابت‌های فرمول یک در سال ۱۹۷۶ در مسیر بسیار سریع و ۴٫۶ کیلومتری پیست فوجی برگزار شد. مسابقه تحت تأثیر بادهای موسمی برگزار می‌شد و رقابت قهرمانی میان جیمز هانت و نیکی لائودا در جریان بود. لائودا که از تصادفی در جایزه بزرگ آلمان جان سالم به در برده‌بود، تصمیم گرفت از مسابقه کناره‌گیری کند. باران شدید متوقف شد. هانت پس از یک تعویض لاستیک کُند، به رتبهٔ پنجم سقوط کرد؛ ولی خود را تا رتبهٔ سوم بالا کشید. به این ترتیب چهار امتیاز لازم برای کسب قهرمانی را به دست آورد و با اختلاف یک امتیاز نسبت به لائودا قهرمان شد. ماریو اندرتی برندهٔ مسابقه شد و دومین پیروزی خود در فرمول یک را به دست آورد. در مسابقهٔ بعدی، برخورد خودروهای ژیل ویلنوو و رونی پترسون باعث پرتاب شدن خودروی فراری ویلنوو به منطقه‌ای محصور و کشته شدن دو تماشاگر شد. سومین مسابقه قرار بود در آوریل ۱۹۷۸ برگزار شود؛ ولی برای یک دهه از برنامهٔ فرمول یک حذف شد و مدت بیشتری طول کشید تا به پیست فوجی بازگردد.

#### پیست سوزوکا
در سال ۱۹۸۷ فرمول یک به ژاپن بازگشت و این بار جایزه بزرگ در ورزشگاه جدیدی به نام پیست سوزوکا که در مالکیت هوندا بود و بازطراحی شده‌بود، برگزار شد. این پیست به سرعت میان رانندگان و هواداران محبوب شد و برخی از جذاب‌ترین و به‌یادماندنی‌ترین لحظات تاریخ فرمول یک در آن رقم خورد.
در نخستین مسابقه، نایجل منسل در زمان تمرین، به‌شدت تصادف کرد و به دلیل تشدید مصدومیت قدیمی کمرش نتوانست مسابقه را آغاز کند. در نتیجه هم‌تیمی او نلسون پیکه قهرمان شد. گرهارد برگر برندهٔ مسابقه شد و نخستین پیروزی فراری از سال ۱۹۸۵ را کسب کرد.

#### رقابت آلن پروست و آیرتون سنا
پیست سوزوکا در دشمنی میان آلن پروست و آیرتون سنا نقش داشت. در آن زمان، این دو نفر بهترین رانندگان فرمول یک شمرده می‌شدند.
مسابقهٔ ۱۹۸۸ قهرمان جهان را از بین سنا و پروست مشخص می‌کرد. سنا بخت بیشتری برای قهرمانی داشت؛ زیرا در آن زمان، یازده نتیجهٔ برتر هر راننده در رقابت قهرمانی محاسبه می‌شد و سنا که تا آن زمان یک مسابقه کمتر از پروست به پایان رسانده‌بود، فرصت بیشتری برای کسب امتیاز داشت. در آن فصل، مک‌لارن موتور قدرتمند هوندا را داشت و در ۱۴ مسابقهٔ پیشین، تنها یک مسابقه را واگذار کرده‌بود. سنا آغاز خوبی نداشت و تا رتبهٔ چهاردهم نزول کرد؛ در حالی که پروست رهبر مسابقه بود. سپس باران آغاز شد و سنا که متخصص شرایط مرطوب بود، تاخت‌وتاز خود را آغاز کرد. او یک‌به‌یک از خودروها سبقت گرفت و پشت سر پروست رسید. جعبه دندهٔ پروست خراب شد و سنا از او نیز گذشت. سنا پیروز شد و پروست در رتبهٔ دوم ایستاد. مجموع امتیاز پروست بیشتر از سنا بود؛ ولی پیروزی‌های سنا بیشتر بود و طبق قانون امتیازدهی آن زمان، رتبهٔ دوم پروست هیچ امتیازی به او اضافه نمی‌کرد. در نهایت، سنا قهرمان فصل ۱۹۸۸ شد.
در فصل ۱۹۸۹ با وجود ممنوعیت موتورهای توربوشارژ، همچنان مک‌لارن-هوندا بر فرمول یک سلطه داشت و از ۱۴ مسابقهٔ آن فصل در ۱۰ مسابقه پیروز شده‌بود. پیش از این مسابقه، دشمنی میان پروست و سنا افزایش یافته‌بود و رابطهٔ آن‌ها به پایین‌ترین سطح رسیده‌بود. پروست رابطهٔ نزدیک‌تری با مهندسان هوندا داشت و افراد پیرامون او ۴ یا ۵ برابر پروست بودند. محبوبیت سنا در ژاپن به سود هوندا بود و مک‌لارن به دنبال رابطه‌ای بلندمدت با هوندا بود. پیش از جایزه بزرگ ژاپن، پروست ۱۶ امتیاز بیشتر از سنا داشت. سنا باید در ژاپن و استرالیا برنده می‌شد و پروست روی سکو نمی‌رفت. سنا بهترین زمان را به دست آورد تا مسابقه را در خط یک آغاز کند. خودروی سنا در پیچ‌ها سریع‌تر بود و خودروی پروست در مسیرهای مستقیم.
در روز مسابقه، سنا و پروست در ردیف اول قرار داشتند. در آغاز مسابقه، پروست شروع بهتری داشت و در پیچ اول، از سنا جلو افتاد. اگر سنا اول و پروست دوم می‌شد، پروست به قهرمانی دست می‌یافت؛ ولی پروست تمایلی به شکست خوردن در برابر سنا نداشت. پروست از سنا فاصله گرفت؛ ولی چون یک دور زودتر از سنا لاستیک‌هایش را عوض کرده‌بود، محافظه‌کارانه‌تر می‌راند. سنا سریع‌ترین دورها را ثبت می‌کرد و در نهایت به پروست رسید. در دور ۴۷، سنا تلاش کرد در پیچی از پروست سبقت بگیرد؛ ولی پروست راه او را بست و دو خودرو به یکدیگر برخورد کردند.
دو خودرو به یکدیگر قفل شده بودند. مارشال‌ها دو خودرو را از هم جدا کردند و خودروی سنا را عقب‌عقب به پیست بازگرداندند. سپس خودرو را به جلو هل دادند و سنا دوباره موتور خود را روشن کرد. سرعتی که پروست و سنا پیش از برخورد داشتند، به اندازه‌ای زیاد بود که فاصلهٔ قابل اطمینانی نسبت به سایر رقبا ایجاد کرده‌بود. سنا جلوتر از آلساندرو نانینی به پیست بازگشت و رهبری مسابقه را حفظ کرد. سنا نخستین راننده‌ای بود که از خط پایان گذشت؛ ولی جلسه‌ای پس از مسابقه برگزار شد و مسئولان فدراسیون بین‌المللی اتومبیل‌رانی او را رد صلاحیت کردند. مک‌لارن فرجام‌خواهی کرد؛ ولی این درخواست رد شد.
مسابقهٔ ۱۹۹۰ نیز مانند سال ۱۹۸۹ بحث‌برانگیز بود. مانند سال گذشته، رقابت قهرمانی میان پروست و سنا بود؛ ولی این بار سنا ۹ امتیاز برتری داشت. در جلسه‌ای که پیش از مسابقه برگزار شد، سنا به تفسیر مضحک از قوانین اعتراض کرد. قرار بود که او مسابقه را در خط یک آغاز کند. سنا درخواست کرد جای دو نفر اول تغییر کند تا نفر اول در سمت چپ که تمیزتر بود بایستد. ژان-ماری بالستر (رئیس فدراسیون بین‌المللی اتومبیل‌رانی که گفته می‌شد در مسابقهٔ سال گذشته با دخالت او سنا رد صلاحیت شده) با این درخواست مخالفت کرد. پروست از سنا پیش افتاد و سنا تلاش کرد در پیچ اول از او سبقت بگیرد. پروست به سمت راست پیچید تا در خط مسابقه قرار گیرد و سنا به او برخورد کرد. هر دو خودرو به دیوارهٔ لاستیکی انتهای محدودهٔ پیست برخورد کردند. به این ترتیب، قهرمانی سنا در مسابقات فصل ۱۹۹۰ قطعی شد. مسئولان فدراسیون که در سال گذشته جریمه‌ای برای پروست در نظر نگرفته بودند، در این مسابقه نیز سنا را جریمه نکردند. در ادامهٔ مسابقه، گرهارد برگر و نایجل منسل نیز کنار رفتند و نلسون پیکه به پیروزی دست یافت.

#### ۱۹۹۱ تا ۲۰۰۶
در فصل ۱۹۹۱ رقابت قهرمانی میان سنا و منسل بود. پروست که هیچ پیروزی با خودروی فراری به دست نیاورده بود، پس از جایزه بزرگ ژاپن از تیم اخراج شد. منسل در دور دهم کنار رفت و سنا به قهرمانی دست یافت. سنا برای تشکر از هم‌تیمی خود گرهارد برگر به او اجازه داد برندهٔ مسابقه شود. فصل ۱۹۹۲ نخستین باری بود که جایزه بزرگ ژاپن در سوزوکا قهرمان را تعیین نمی‌کرد. منسل چهار مرحله پیش از آن، قهرمانی خود را قطعی کرده‌بود. این مسابقه با پیروزی ریکاردو پاترسه تمام شد. در مسابقهٔ ۱۹۹۳ سنا از پروست (که در مرحلهٔ پیش، چهارمین قهرمانی خود را به دست آورده‌بود) پیش افتاد و پیروز شد. در این مسابقه، ادی ایروین که در رقابت با دیمون هیل بود، در تلاش بود از آیرتون سنا سبقت بگیرد و یک دور عقب‌افتادگی خود را جبران کند. پس از مسابقه، سنا به شدت با ایروین مشاجره کرد و مشتی به او زد. سپس در مصاحبهٔ زندهٔ تلویزیونی، از ایروین انتقاد کرد.
در فصل ۱۹۹۴ رقابت میان هیل و میشائیل شوماخر بود. با وجود برتری شوماخر در پیست‌های تر، هیل برندهٔ مسابقهٔ ژاپن شد. در مسابقهٔ ۱۹۹۵ ژان آلسی که برخلاف سایر رانندگان با لاستیک خشک آغاز کرده‌بود، بارها وادار شد از چند خودرو سبقت بگیرد و تا ۵ دور به پایان مسابقه، دوم بود؛ ولی به دلیل خراب شدن خودرو کناره‌گیری کرد. در فصل ۱۹۹۶، ژاپن میزبان آخرین مسابقهٔ فصل بود و ژاک ویلنوو و دیمون هیل برای قهرمانی رقابت می‌کردند. در دور ۴۷ ویلنوو یکی از چرخ‌های خود را از دست داد و قهرمانی به هیل رسید.
در فصل ۱۹۹۷ شوماخر برندهٔ جایزه بزرگ ژاپن شد و رقیبش ویلنوو به دلیل بی‌توجهی به پرچم زرد در یکی از مراحل تمرین، رد صلاحیت شد. دو مسابقهٔ بعدی با پیروزی میکا هاکینن به پایان رسید. پنج مسابقهٔ پس از آن با برتری فراری همراه بود. چهار پیروزی توسط شوماخر و یک پیروزی توسط روبنس باریکلو کسب شد. در مسابقهٔ ۲۰۰۵ بیشتر رانندگان برتر از خط‌های آخر مسابقه را آغاز کردند و کیمی رایکونن که در خط ۱۷ بود، برنده شد. در مسابقهٔ ۲۰۰۶ شوماخر نفر اول بود؛ ولی به دلیل خرابی موتور کنار رفت و بخت دستیابی به هشتمین قهرمانی را از دست داد.

#### توسعهٔ مجدد فوجی
فدراسیون بین‌المللی در ۲۴ مارس ۲۰۰۶ اعلام کرد مسابقات آینده دوباره در پیست فوجی (تحت مالکیت تویوتا) در اویاما، شیزوئوکا برگزار خواهد شد. این خبر باعث آشفتگی عده‌ای شد؛ زیرا پیست سوزوکا محبوب بسیاری از رانندگان بود.
در ۸ سپتامبر اعلام شد جایزه بزرگ ژاپن از سال ۲۰۰۹ به صورت متناوب در فوجی و سوزوکا برگزار خواهد شد. مسابقهٔ ۲۰۰۷ در باران شدید و پشت سر خودروی ایمنی آغاز شد و با پیروزی لوئیز همیلتون به پایان رسید. هیکی کوالاینن و رایکونن، دوم و سوم شدند تا برای نخستین بار، دو رانندهٔ فنلاندی روی سکو بایستند. در مسابقهٔ ۲۰۰۸ پیچ نخست مشکلاتی برای خودروهای فراری و مک‌لارن به وجود آورد و فرناندو آلونسو با خودروی رنو پیروز شد.

#### بازگشت به سوزوکا
در ژوئیه ۲۰۰۹ تویوتا اعلام کرد به دلیل رکود اقتصاد جهانی، جایزه بزرگ ژاپن در سال ۲۰۱۰ به فوجی باز نخواهد گشت. به نقل از آسوشیتد پرس «ادامه میزبانی مسابقات فرمول یک ممکن بود حیات شرکت را تهدید کند». در نتیجه جایزه بزرگ ژاپن ۲۰۱۰ که قرار بود در فوجی برگزار شود، در سوزوکا برگزار شد. در مسابقهٔ ۲۰۱۱ سباستین فتل با کسب رتبهٔ سوم، دومین قهرمانی خود را قطعی کرد.
جایزه بزرگ ژاپن همواره یکی از محبوب‌ترین مسابقات فرمول یک بوده‌است. در مسابقهٔ ۱۹۹۰ موفقیت‌های هوندا به عنوان سازندهٔ موتور برای تیم‌های ویلیامز و مک‌لارن، حضور ساتورو ناکاجیما به عنوان نخستین رانندهٔ ژاپنی فرمول یک و محبوبیت سنا در ژاپن باعث شد سه میلیون نفر در قرعه‌کشی برای ۱۲۰ هزار بلیت موجود شرکت کنند. پس از کناره‌گیری ناکاجیما در سال ۱۹۹۱ و انصراف هوندا از رقابت در سال بعد، تمایل هواداران کاهش یافت. جایزه بزرگ ژاپن ۱۹۹۵ نخستین مسابقه‌ای بود که همهٔ بلیت‌های آن به فروش نرفت. ورود رانندگان ژاپنی جدید مانند تاکوما ساتو و بازگشت هوندا و تویوتا به فرمول یک، باعث رونق دوبارهٔ این مسابقه شد؛ ولی هوندا در پایان فصل ۲۰۰۸ و تویوتا در فصل بعد، به دلیل مشکلات اقتصادی از فرمول یک خارج شدند.
هوندا در فصل ۲۰۱۵ به فرمول یک بازگشت. در ۲۳ اوت ۲۰۱۳ تمدید قرارداد جایزه بزرگ ژاپن تا پایان ۲۰۱۸ اعلام شد.